# Jake Nava
Jake Nava er en engelsk musikvideoinstruktør. Han voksede op i Hackney i London, England og flyttede senere hen til USA. Nava har arbejdet med diverse kunstnere som Britney Spears, Shakira, Beyoncé, HUtada, Usher, Lindsay Lohan, Pink, Robbie Williams, George Michael, System of a Down, Mariah Carey, Leona Lewis, James Blunt, Destiny's Child, Mis-Teeq, The Rolling Stones, Brandy, Enrique Iglesias, Ciara, Atomic Kitten, Dido, Natalie Imbruglia, Kylie Minogue. Han er medlem af NARAS.
Nava har også instrueret reklamer for mange selskaber som HSBC, Revlon, Armani, Rimmel, Puma, Clinique, L'Oreal, Schwarzkopf og mange flere. Mange af disse har haft optrædener med blandt andre Kate Moss, Jessica Alba, Halle Berry, Beyoncé og Maria Sharapova.

## Filmografi
- Destiny's Child: A Family Affair (2006) (Cameo optræden)
- Vandals (2010) (Instruktør)[2]

## Videografi
1994
- Lulu — "Goodbye Baby and Amen"

1995
- Mark Morrison — "Crazy" (Remix)

1996
- Mark Morrison — "Return of the Mack"
- Mark Morrison — "Horny"

1997
- Shola Ama — "You're The One I Love"
- Shola Ama — "You Might Need Somebody"
- Bee Gees — "Still Waters (Run Deep)"

1998
- 911 — "All I Want is You"

1999
- Shola Ama — "Still Believe"
- Beverley Knight — "Greatest Day"
- Beverley Knight — "Made It Back 99"
- Urban Species feat. Imogen Heap — "Blanket"
- Lo Fidelity Allstars feat. Pigeonhed — "Battle Flag"
- Blue — "Fly by II"
- Me One — "Old Fashioned"

2000
- Tina Turner — "Whatever You Need"
- Spice Girls — "Holler"
- True Steppers feat. Dane Bowers og Victoria Beckham — "Out of Your Mind"
- Jamelia — "Call Me"
- Glamma Kid — "Bills 2 Pay"

2001
- Victoria Beckham — "Not Such an Innocent Girl"
- Blue — "Too Close"
- Roni Size — "Dirty Beats"
- Dane Bowers — "Shut Up and Forget About It"
- Geri Halliwell — "Scream If You Wanna Go Faster"

2002
- Ms. Dynamite — "It Takes More"
- The Cranberries — "Stars"
- Atomic Kitten — "The Tide Is High (Get The Feeling)"
- Atomic Kitten — "It's OK!"
- Mis-Teeq — "B with Me"
- Holly Valance — "Naughty Girl"

2003
- Holly Valance — "State of Mind"
- Kelis — "Milkshake
- Beyoncé feat. Jay-Z — "Crazy in Love"
- Beyoncé feat. Sean Paul — "Baby Boy"
- Audio Bullys — "Way Too Long"
- Blaque (med Missy Elliott og Jessica Alba)— "I'm Good"
- Ms. Dynamite — "Dy-na-mi-tee" (Swizz Beatz Remix)
- 112 feat. Super Cat — "Na Na Na Na"
- Nodesha — "Get It While It's Hot"
- Nodesha — "That's Crazy"
- Des'ree — "It's OK"
- Mis-Teeq — "Scandalous"
- Mis-Teeq — "Can't Get It Back"
- Big Brovaz — "OK"
- Atomic Kitten — "Be with You"
- Lisa Maffia — "All Over"

2004
- Lindsay Lohan — "Rumors"
- Kylie Minogue — "Red Blooded Woman"
- Britney Spears — "My Prerogative"
- Usher — "Burn"
- Beyoncé — "Naughty Girl"
- Hikaru Utada — "Easy Breezy"
- Brandy — "Who Is She 2 U"
- Skye Sweetnam — "Tangled Up in Me"
- Natasha Bedingfield — "Single"
- Dido — "Don't Leave Home"
- Enrique Iglesias feat. Kelis — "Not in Love"
- Mis-Teeq — "One Night Stand" (United States version)

2005
- The Rolling Stones — "Streets of Love"
- Destiny's Child — "Cater 2 U"
- Natalie Imbruglia — "Shiver"
- Mariah Carey feat. Jermaine Dupri — "Get Your Number"
- Mariah Carey — "Shake It Off"
- Lindsay Lohan — "First
- System of a Down — "B.Y.O.B."
- Rooster — "You're So Right for Me"
- Lindsay Lohan — "Over"

2006
- Robbie Williams — "Lovelight"
- George Michael — "An Easier Affair"
- Pink — "Nobody Knows"
- Paul Oakenfold feat. Brittany Murphy — "Faster Kill Pussycat"
- Roll Deep — "Badman"

2007
- Beyoncé feat. Shakira — "Beautiful Liar"

2008
- Leona Lewis — "Run"
- Beyoncé — "Single Ladies (Put a Ring on It)"
- Beyoncé — "If I Were a Boy"
- James Blunt — "Carry You Home"

2009
- Britney Spears — "If U Seek Amy"
- Shakira — "She Wolf / Loba"
- Little Boots — "New in Town"
- Leona Lewis — "Happy"
- Pixie Lott — "Cry Me Out"
- Leona Lewis — "I See You